# Jussi Vesterinen
Jussi Tapio Vesterinen (ur. 9 maja 1949 w Viitasaari) – fiński zapaśnik walczący w stylu klasycznym. Olimpijczyk z Meksyku 1968, gdzie zajął szóste miejsce w kategorii 52 kg.
Brązowy medalista mistrzostw Europy w 1968. Zdobył dwa srebrne medale ma mistrzostwach nordyckich w latach 1974 – 1975.